# Запорожченко Віталій Дмитрович
Запоро́жченко Віта́лій Дми́трович (нар. 15 січня 1966, м. Боярка, Києво-Святошинський район, Київська область, УРСР) — український кінооператор, фотохудожник. Заслужений діяч мистецтв України (2008).

## Біографія
Закінчив Київський державний інститут театрального мистецтва ім. І. Карпенка-Карого (1989).
Працює на Київській національній кіностудії ім. О. П. Довженка.
Член Спілки кінематографістів (1993) і Гільдії кінооператорів України.
Член спілки кінооператорів IMAGO. Член спілки фотохудожників.

## Фільмографія
Оператор-постановник:
- 1990 — «Вікторія» (реж. Таннита Тавидич (Таїланд), 35 мм)
- 1991 — «Танго смерті» (реж. Олександр Муратов, (UA) 35 мм)
- 1992 — «Золото в країні кедра» (реж. Самір ель Гусайні (Ліван) 35 мм)
- 1993 — «Вперед, за скарбами гетьмана!» (реж. Вадим Кастеллі 35 мм)
- 2002 — «Американський репортаж» (реж. Олександр Столяров)
- 2005 — «Присяжний повірений» (також оператор STEADICAM, реж. Олександр Горновський, Олександр Пронкін)
- 2006 — «Так не буває» (також оператор STEADICAM, реж. Іван Войтюк)
- 2006 — «Психопатка» (реж. Олександр Пархоменко)
- 2007 — «Чоловіча інтуїція» (реж. Оксана Байрак)
- 2007 — «Презумпція вини» (також оператор STEADICAM, реж. Володимир Крайнєв)
- 2007 — «Мім Бім, або Чуже життя» (також оператор STEADICAM, реж. Іван Войтюк)
- 2007 — «Час гріхів» (також оператор STEADICAM, реж. Павло Тупик)
- 2008 — «Почати спочатку. Марта» (також оператор STEADICAM, реж. Ігор Копилов)
- 2008 — «Втеча з „Нового життя“» (також оператор STEADICAM, реж. Ігор Лузін)
- 2009 — «Той, хто поруч» (реж. Антон Азаров)
- 2009 — «Все можливо» (також оператор STEADICAM, реж. Оксана Байрак)
- 2009 — «Платон Ангел» (також оператор STEADICAM, реж. Іван Войтюк)
- 2010 — «Доярка з Хацапетівки 3» (реж. Павло Снісаренко)
- 2012 — «Одеса-мама» (реж. Марк Горобець)
- 2012 — «Холостяк» (реж. Володимир Янковський)
- 2013 — «Пізнє розкаяння» (реж. Оксана Байрак (у виробництві)
- 2013 — «Поверни моє кохання» (реж. Євген Баранов) та ін.
- 2018 — «Дві матері»

Художник-фотограф:
- 1997 — «Приятель небіжчика»